# 骨舌海鯰
骨舌海鯰為輻鰭魚綱鯰形目海鯰科的其中一種，分布於印度西太平洋區，從印度西岸至印尼半鹹水水域、海域，體長可達35公分，棲息在沿海、河口區，屬肉食性，以無脊椎動物、小魚等為食，可作為食用魚。